# Família Mozart
La Família Mozart són els avantpassats, parents i descendents del gran músic Wolfgang Amadeus Mozart. Els primers documents que citen el nom de "Mozart", apareixen com a "Motzhart" o "Mozthardt". Són de Baviera i de Suàbia (avui Regierungsbezirk de Suabia).

## Família Mozart
1. David Motzhardt (?–1625/6), pagès a Pfersee, actualment un suburbi d'Augsburg.
  1. David Mozart (1620–1685), paleta i mestre constructor a Augsburg; construí la torre de l'església a Dillingen an der Donau; es casà amb Maria Negele (1622–1697).
    1. Daniel Mozart (1645–1683).
    2. Hans Georg Mozart (1647–1719), paleta i mestre constructor, mestre del gremi, construí l'església de St Georg a Augsburg, col·laborà en la residència de la família Fugger.
    3. Franz Mozart (1649–1694), mestre constructor.
      1. Johann Georg Mozart (4 maig 1679 – 19 febrer 1736), enquadernador a Augsburg, es casà amb (i) Anna Maria Banegger, sense descendència; (ii) Anna Maria Sulzer (1696–1766), amb 8 fills entre els quals:
        1. Leopold Mozart (1719–1787), compositor, es casà amb Anna Maria Pertl (1720–1778).
          1. Maria Anna Mozart ("Nannerl"), (1751–1829), es casà amb Johann Baptist Franz von Berchtold zu Sonnenburg (1736–1801), 3 infants.
            1. Leopold Alois Pantaleon von Berchtold zu Sonnenburg (1785–1840).
            2. Jeanette von Berchtold zu Sonnenburg (1789–1805).
            3. Maria Babette von Berchtold zu Sonnenburg (1790–1791).

          2. Cinc infants més, tots morts durant el primer any o abans dels 16 anys.
          3. Wolfgang Amadeus Mozart (1756–1791), compositor, es casà amb Constanze Weber (1762–1842), 6 infants.
            1. Raimund Leopold Mozart (1783–1783).
            2. Karl Thomas Mozart (1784–1858), oficial al servei del virrei de Nàpols a Milà; solter i sense infants.
            3. Johann Thomas Leopold Mozart (1786–1786).
            4. Theresia Constantia Adelhaid Friederica Marianna Mozart (1787–1788).
            5. Anna Maria Mozart (1789–1789).
            6. Franz Xaver Wolfgang Mozart (1791–1844), compositor i mestre; soltera i sense infants.

        2. Franz Alois Mozart (1712–1791), enquadernador a Augsburg, es casà amb Maria Victoria Eschenbach.
          1. Maria Anna Thekla Mozart ("Bäsle") (1758–1841)

        3. Quatre fills més i dues filles.

    4. David Mozart (1653–1710), un framenor.
    5. Johann Michael Mozart (1655–1718), escultor.
    6. Quatre filles.

## Família Weber
La família Weber es va connectar amb la família Mozart a través de la unió entre  Wolfgang Amadeus i Constanze. La família era de Zell im Wiesental, Alemanya, i entre els seus membres hi ha:
1. Fridolin Weber (1691–1754), es casà amb Maria Eva Schlar.[1]
  1. Franz Fridolin Weber (1733–1779), es casà amb Cäcilia Cordula Stamm (1727–1793).
    1. Josepha Weber (1758–1819), soprano, es casà amb (i) Franz de Paula Hofer (1755–96) (ii) Sebastian Mayer (1773–1835).
    2. Aloysia Weber (c. 1760–1839), soprano, es casà amb Joseph Lange (1751–1831).
    3. Constanze Weber (1762–1842), es casà amb (i) Wolfgang Amadeus Mozart (1756–1791) (ii) Georg Nikolaus von Nissen (1761–1826).
      1. 6 infants de Wolfgang Amadus Mozart.

    4. Sophie Weber (1763–1846), cantant, es casà amb Jakob Haibel (1762–1826).

  2. Franz Anton Weber (1734–1812).[2]
    1. Carl Maria von Weber (1786–1826), compositor.

## Galeria
- Leopold Mozart, la dona i els infants

Leopold Mozart, c. 1765
Anna Maria Pertl, c. 1775
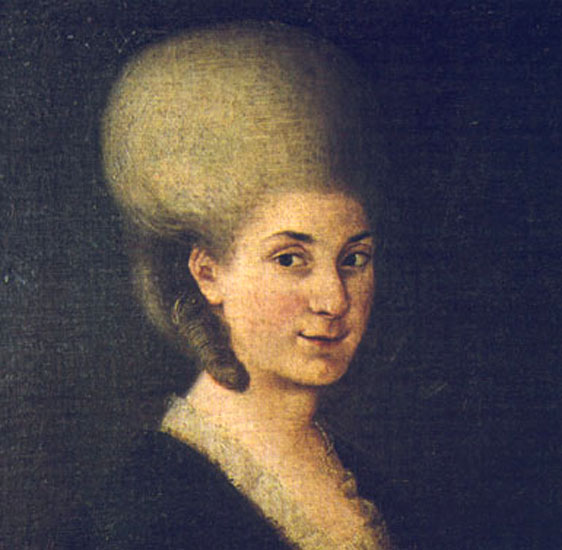
Maria Anna Mozart ("Nannerl"), c. 1785
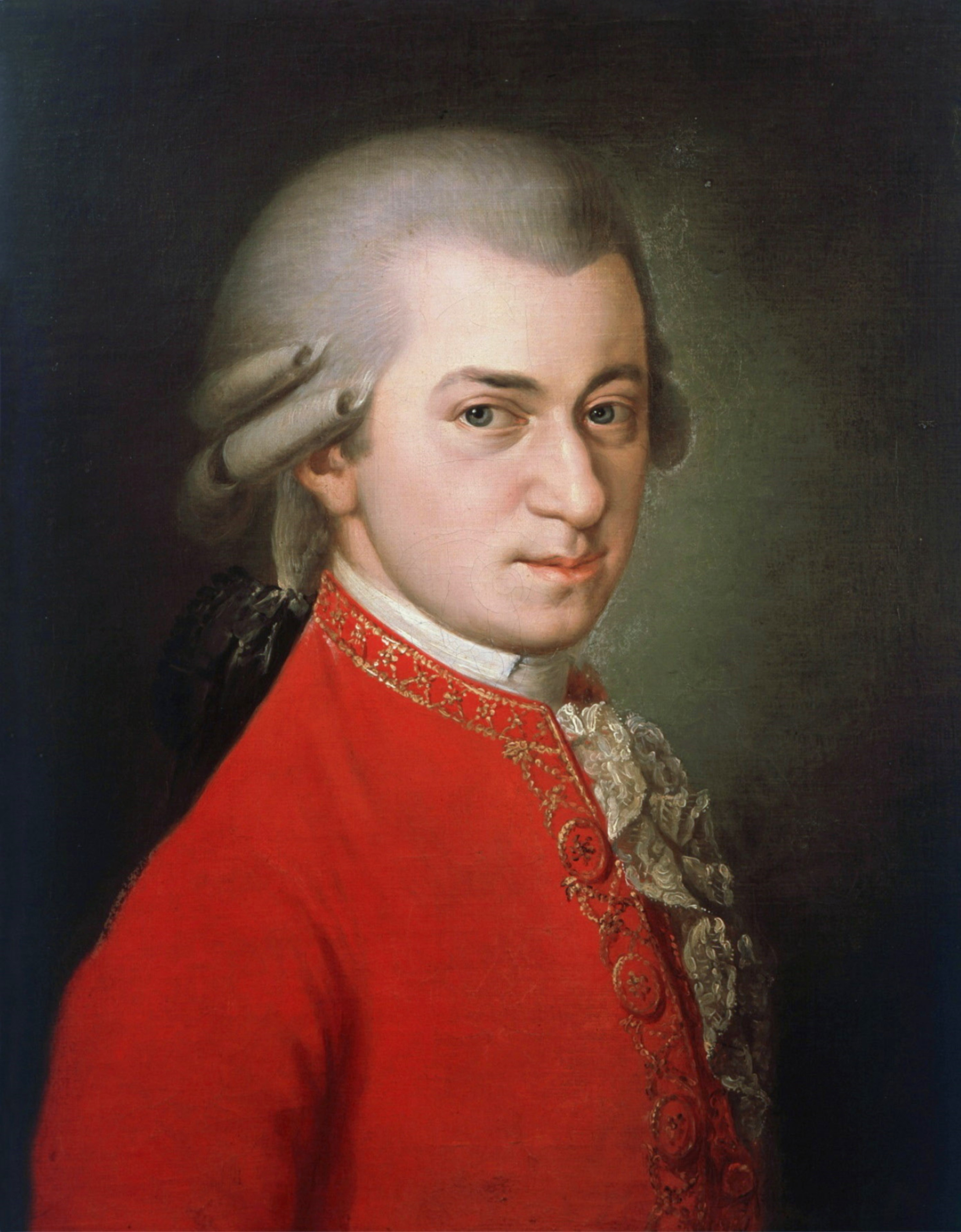
Wolfgang Amadeus Mozart
Wolfgang Mozart amb la seva germana, Maria Anna, i el pare, Leopold.

- La dona i els fills de Wolfgang

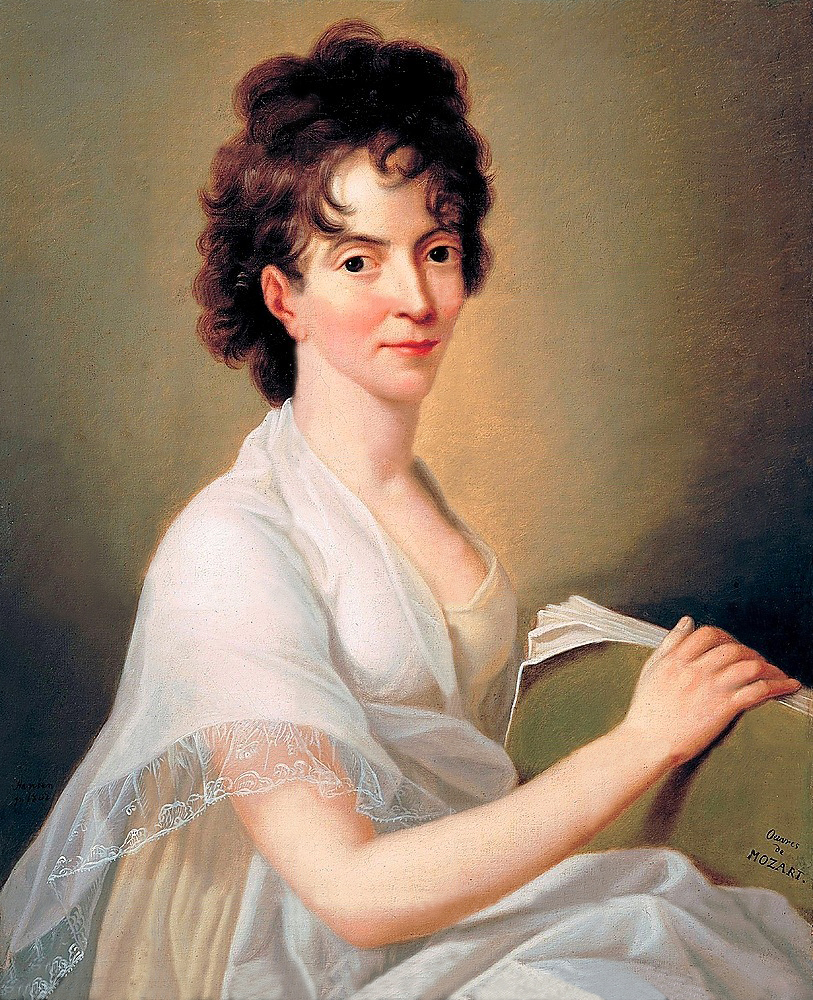
Constanze Weber, 1802
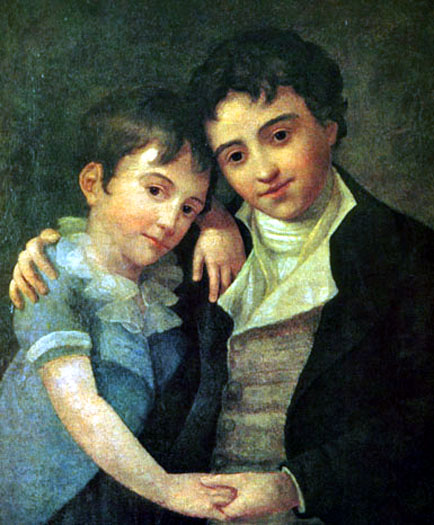
Franz Xaver Mozart i Karl Mozart. 1798